# Скаяны (Флорештский район)
Скаяны, Скэень (рум. Scăieni) — село в Флорештском районе Молдавии. Наряду с сёлами Изворы и Безены входит в состав коммуны Изворы.

## География
Село расположено на высоте 99 метров над уровнем моря.

## Население
По данным переписи населения 2004 года, в селе Скэень проживает 502 человека (228 мужчин, 274 женщины).
Этнический состав села:
| Национальность | Число жителей | Процентный состав |
| -------------- | ------------- | ----------------- |
| молдаване      | 500           | 99,6              |
| украинцы       | 1             | 0,2               |
| гагаузы        | 1             | 0,2               |
| Всего          | 502           | 100 %             |